# Andrei Prepeliță (zapaśnik)
Andrei Prepeliță (ur. 12 kwietnia 1985) – mołdawski zapaśnik walczący w stylu wolnym. Zajął piąte miejsce na mistrzostwach świata w 2014; siódme w 2016 i ósme w 2018. Brązowy medalista mistrzostw Europy w latach 2010 – 2014. Piąty na igrzyskach europejskich w 2019 i trzynasty w 2015. Drugi na akademickich MŚ w 2010. Trzeci na ME juniorów w 2004 roku.